# 중앙로 (나주시)
중앙로(Jungang-ro)은 전라남도 나주시 금남동 남평교사거리에서 광주광역시 남구를 잇는 도로이다

## 주요 경유지
전라남도
- 나주시 (금남동 .성북동)

## 노선
| 이름                | 접속 노선 | 소재지 | 소재지 | 비고 |
| ------------------- | --------- | ------ | ------ | ---- |
| 남고문앞 교차로     | 남고문로  | 나주시 | 금남동 |      |
| 학교                |           | 나주시 | 금남동 |      |
|                     | 성북동    | 나주시 |        |      |
| 주공아파트앞 교차로 | 영산로    | 나주시 |        |      |
| 대호길과 직결       |           |        |        |      |

## 주요 건물 및 시설
- BBQ 전남나주시내점 (중앙로 7/남내동 90-1)
- 굽네치킨 (중앙로 20/남내동 34)
- 노랑통닭 (중앙로 26/남내동 12-10)
- 광주은행 나주지점 (중앙로 34/중앙동 76)
- GS25 나주중앙로점 (중앙로 34/중앙동 76)
- 파리바게뜨 전남나주점 (중앙로 37/중앙동 79-2)
- CU 나주중앙로점 (중앙로 41/중앙동 29)
- 본죽 나주점 (중앙로 52/성북동 208)